# Vanessa Buso
Vanessa Verónica Buso Arriaga (Corona, California, Estados Unidos, 21 de mayo de 2001) es una futbolista mexicana, nacida en Estados Unidos, que juega como delantera en el Legends FC de la Women's Premier Soccer League. Integra la selección femenina de futbol sub-17 de México.
Buso jugó al fútbol desde niña, mostrando gran talento. A los quince años fue seleccionada para jugar en el club Legends FC en Chino, California.

## Selección nacional
En 2018 fue convocada a la selección femenina de futbol sub-17 de México para jugar en la Copa Mundial Femenina de Fútbol Sub-17 de 2018, en donde debutó como mundialista el 13 de noviembre de 2018 en un encuentro contra la selección nacional de Brasil. La prensa destacó el gol que anotó contra el equipo de Brasil para dar la victoria a México 1 a 0.

### Participaciones en Copas del Mundo
| Mundial                                        | Sede    | Resultado  | Partidos | Goles |
| ---------------------------------------------- | ------- | ---------- | -------- | ----- |
| Copa Mundial Femenina de Fútbol Sub-17 de 2018 | Uruguay | Subcampeón | 3        | 1     |